# Secret, Profane and Sugarcane
Albums de Elvis Costello
Momofuku
(2008) Live at Hollywood High
(2010)
Secret, Profane and Sugarcane est un album d'Elvis Costello sorti le 9 juin 2009 sur le label Hear Music. Il a été enregistré à Nashville avec le producteur et l'auteur-compositeur américain T-Bone Burnett. L'album est composé de musique bluegrass, Americana et country ainsi et des textes bavards habituels de Costello.
Secret, Profane and Sugarcane est entré dans les charts anglais à la 71e place, où il s'est maintenu une semaine avant de sortir du top 100. L'album a eu bien plus de succès aux États-Unis, où il a atteint la 13e position du Billboard 200.
La couverture a été dessinée par l'artiste de comics Tony Millionaire.

## Historique
Sur les albums avant Secret, Profane and Sugarcane, Costello a expérimenté avec divers styles musicaux comme le jazz ou la musique classique entre autres. Pour cet album, Costello revient à un groupe acoustique pour la première fois depuis l'album King of America de 1986. L'album a reçu un accueil critique généralement positif.

## Réception critique
Les critiques ont porté sur Secret, Profane and Sugarcane un regard généralement très positif avec quelques exceptions. Dans une critique pour Rolling Stone, Jody Rosen a déclaré que Costello se trouvait « en terrain connu » et qu'il a réalisé un album « austère et épuré ». Bud Scoppa, dans sa critique pour Uncut, lui a accordé une note de quatre étoiles, en disant qu'il avait une « beauté traditionnelle » et qu'il s'agissait de « ... son album le plus séduisant depuis longtemps ». Dans une critique bien moins favorable, Pitchfork a donné à l'album une note de 3,8 sur 10, et a dit de l'album qu'il s'agissait « encore d'un de ces albums où Costello gesticule sans but. »

## Liste des pistes[9]
| No  | Titre                                 | Auteur                          | Durée |
| --- | ------------------------------------- | ------------------------------- | ----- |
| 1.  | Down Among the Wines and Spirits      | Elvis Costello                  | 3:11  |
| 2.  | Complicated Shadows                   | Costello                        | 2:53  |
| 3.  | I Felt the Chill                      | Costello, Loretta Lynn          | 3:59  |
| 4.  | My All Time Doll                      | Costello                        | 4:09  |
| 5.  | Hidden Shame                          | Costello                        | 4:14  |
| 6.  | She Handed Me a Mirror                | Costello                        | 4:04  |
| 7.  | I Dreamed of My Old Lover             | Costello                        | 2:35  |
| 8.  | How Deep Is the Red                   | Costello                        | 3:47  |
| 9.  | She Was No Good                       | Costello                        | 3:47  |
| 10. | Sulphur to Sugarcane                  | T-Bone Burnett, Costello        | 5:59  |
| 11. | Red Cotton                            | Costello                        | 5:43  |
| 12. | The Crooked Line                      | Burnett, Costello               | 3:49  |
| 13. | Changing Partners                     | Lawrence Coleman, Joseph Darion | 2:40  |
| 14. | Femme Fatale Vinyl Bonus Track        | Lou Reed                        | 3:53  |
| 15. | What Lewis Did Last Vinyl Bonus Track | Costello                        | 4:54  |

## Personnel
Les personnes suivantes ont participé à la réalisation de l'album Secret, Profane and Sugarcane :
- Elvis Costello – guitare acoustique, chant
- T-Bone Burnett – guitare électrique, production
- Jeff Taylor – accordéon
- Mike Compton – mandoline
- Dennis Crouch – contrebasse
- Jerry Douglas – dobro
- Stuart Duncan – banjo, fiddle
- Emmylou Harris – chœurs
- Jim Lauderdale - chœurs

## Position dans les charts
| Chart               | Position |
| ------------------- | -------- |
| UK Albums Chart     | 71       |
| Billboard Top 200   | 13       |
| Ultratop (Belgique) | 39       |
| Hit-parade suédois  | 45       |
| Hit-parade espagnol | 90       |